# Distrikt Callao

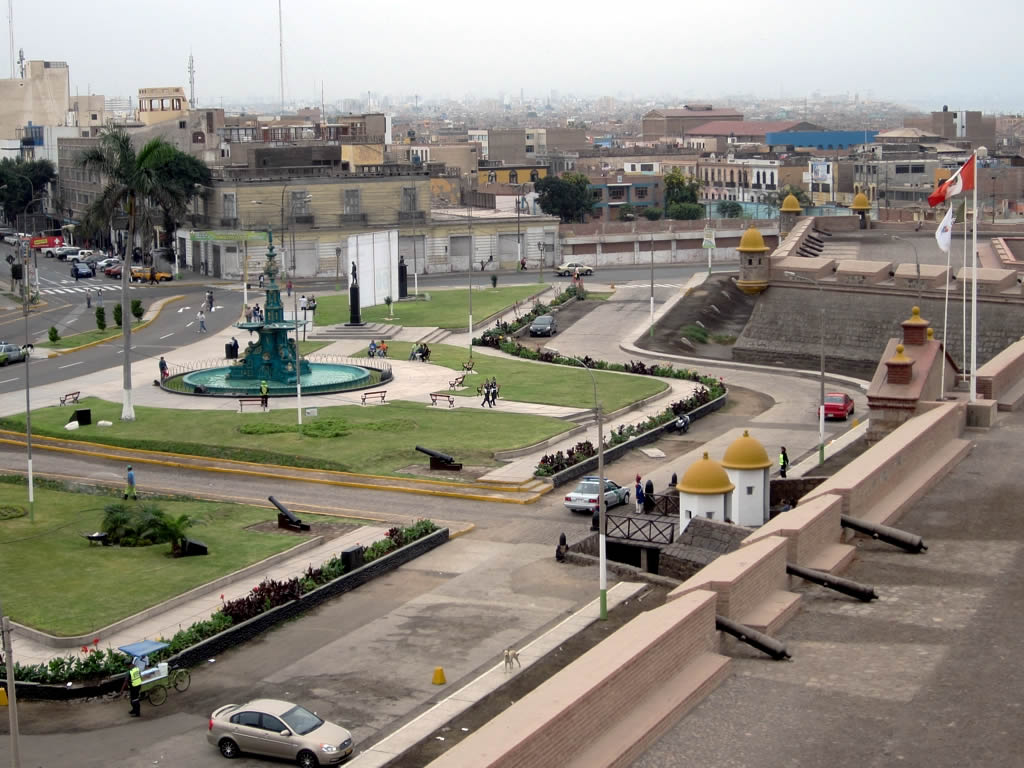
Militärhistorisches Museum

Der Distrikt Callao (auch Cercado del Callao genannt) liegt in der konstitutionellen Provinz Callao an der Pazifikküste von West-Peru. Der Distrikt hat eine Fläche von 45,65 km². Beim Zensus 2017 lebten 451.260 Einwohner im Distrikt. Im Jahr 1993 lag die Einwohnerzahl bei 369.768, im Jahr 2007 bei 415.888. Der Distrikt und die Stadt Callao sind deckungsgleich.

## Geographische Lage
Der Distrikt Callao erstreckt sich über den südlichen Teil der Provinz Callao. Der Río Chillón bildet die nördliche Distriktgrenze. Der Río Rímac durchquert den Süden des Distrikts in westlicher Richtung. Der Distrikt Callao besitzt einen etwa 17 km langen Abschnitt an der Pazifikküste.
Der Distrikt Callao grenzt im Norden an den Distrikt Ventanilla sowie im Osten an die Distrikte San Martín de Porres und Lima (beide in der Provinz Lima). Im Südosten liegen die Distrikte Carmen de la Legua-Reynoso und Bellavista sowie im äußersten Südwesten der Distrikt La Punta.

## Politik

### Regionalpolitik
Der Regionalrat der Region Callao ist die Volksvertretung auf Regionalebene mit gewissen gesetzgeberischen Kompetenzen. Die neun Ratsmitglieder werden alle vier Jahre in den peruanischen Regionalwahlen gewählt. Da die Region Callao nur aus einer einzigen Provinz besteht, repräsentieren die Ratsmitglieder anders als in den restlichen Regionen Perus nicht die einzige Provinz, sondern die Distrikte Callaos. Der Distrikt Callao wird durch zwei Ratsmitglieder repräsentiert. Bei den Regionalwahlen 2022 wurden José Remigio Sosa Dulanto Badiola der Regionalpartei Contigo Callao und José Gómez Olulo der Regionalpartei Más Callao für die Periode 2023–2026 gewählt.

### Kommunalpolitik
Der Distrikt Callao ist Hauptort der Provinz Callao. Der Gemeinderat von Callao besteht aus 16 Sitzen, von denen einer vom Bürgermeister besetzt wird. Der Bürgermeister und die Ratsmitglieder werden alle vier Jahre in den peruanischen Kommunalwahlen gewählt. Bei der Kommunalwahl 2022 wurden sie für die Periode 2023–2026 gewählt. Zum Bürgermeister gewählt wurde Pedro Spadaro von Contigo Callao gewählt. Für die Wahlperiode 2023–2026 besetzen die Parteien Contigo Callao, Más Callao, Somos Perú, Avanza País und Renovación Popular den Gemeinderat in folgender Verteilung:
Insgesamt 16 Sitze 
- Contigo Callao: 10
- Más Callao: 3
- Somos Perú: 1
- Avanza País: 1
- Renovación Popular: 1

## Verkehr
Durch den Distrikt Callao führen mehrere Nationalstraßen. Die PE-20 führt durch den Distrikt und verbindet die Distrikte Callaos mit der PE-1N, die Teil der Panamericana ist. Die PE-20B führt um den Internationalen Flughafen Jorge Chávez, der sich in diesem Distrikt befindet, herum. Die PE-20H führt zum Nordpier des sich ebenfalls in diesem Distrikt befindenden Hafens von Callao. Die PE-20I verbindet die südlichen Distrikte Bellavista und La Perla mit dem Distrikt Callao.